# نزلة أولاد جويد
قرية نزلة أولاد جويد  هي إحدي القرى التابعة لمركز أبو قرقاص بمحافظة المنيا في جمهورية مصر العربية. حسب إحصاءات سنة 2006، بلغ إجمالي السكان في نزلة أولاد جويد 9299 نسمة، منهم 4808 رجل و4491 امرأة.